# Juan Ángel Neira
Juan Ángel Neira (* 21. Februar 1989 in Azul) ist ein argentinischer Fußballspieler.

## Karriere
Der 1,77 Meter große Offensivakteur Neira stand zu Beginn seiner Karriere ab der Saison 2007/08 bis in die Spielzeit 2010/11 in Reihen des argentinischen Erstligisten Gimnasia y Esgrima La Plata. In diesem Zeitraum bestritt er mindestens 40 Erstligapartien und traf dabei achtmal ins gegnerische Tor (Saison 2007/08: ? Spiele/1 Tor; 2008/09: 4/0; 2009/10: 7/0; 2010/11: 28/7). Zudem wurde er je zweimal in der Copa Libertadores (kein Tor) und der Copa Sudamericana (ein Tor) und einmal in der Copa Argentina (kein Tor) aufgestellt. Im Juli 2011 wurde er an den Ligakonkurrenten CA Lanús ausgeliehen. Dort stehen in der Saison 2011/12 16 Einsätze (kein Tor) in der Primera División für ihn zu Buche. Ab Juli 2012 folgte eine weitere Leihstation. Sein neuer Arbeitgeber war der spanische Klub Real Valladolid, für den er siebenmal (kein Tor) in der Primera División und zweimal (kein Tor) in der Copa del Rey auflief. Im August 2013 schloss er sich Estudiantes in Mexiko an. Die Statistik weist dort 22 absolvierte Begegnungen in der Liga de Ascenso (ein Tor) und acht Partien (kein Tor) mit seiner Mitwirkung in der Copa México aus. Für das Jahr 2014 wird teilweise auch eine Station bei Deportivo Santamarina geführt. Anfang September 2014 wechselte er zu Centro Atlético Fénix. In der Apertura der Spielzeit 2014/15 wurde er achtmal (kein Tor) in der Primera División eingesetzt. Im Januar 2015 kehrte er nach Argentinien zurück und schloss sich den Newell’s Old Boys an. Dort lief er viermal (kein Tor) in der Primera División auf. Mitte August 2015 wechselte er auf Leihbasis zum mexikanischen Klub Coras de Tepic. Bei den Mexikanern kam er 21-mal (vier Tore) in der Primera A und zehnmal (zwei Tore) in der Copa México zum Einsatz. Ab Mitte Juni 2016 folgte eine weitere Leihe. Aufnehmender Klub war dieses Mal Mineros de Zacatecas. Dort wurde er 16-mal (drei Tore) in der Liga und viermal (ein Tor) im nationalen Pokal eingesetzt. Im Anschluss verbrachte er eine weitere Saison bei Coras de Tepic, in der er 16 Ligaspiele absolvierte. Im Juli 2017 wechselte er zu CD Zacatepec. Für den Verein kam er in der Saison 2017/18 in 31 Spielen in der Liga zum Einsatz, bevor er sich im Sommer 2018 OFI Kreta anschloss.